# Limitations de vitesse en Égypte
Les limitations de vitesse ou vitesse maximale autorisée sur route des véhicules en Égypte sont les suivantes :
- 60 km/h en agglomération (même si certaines zones sont limitées à 30 km/h)[2],
- 90 km/h sur route hors agglomération,
- 100 km/h sur autoroute.